# Glassfabriken
Glassfabriken är proggruppen Gunder Häggs tredje studioalbum, utgivet 1971 på MNW. 2002 återutgavs skivan på CD av samma bolag, med tre bonuslåtar. Skivan blev gruppens sista med namnet Gunder Hägg (på nästa skiva kallade de sig Blå Tåget).
På skivan finns bland andra Tore Bergers USA-kritiska låt "Kalla kriget" och titelspåret "Glassfabriken", skriven av Torkel Rasmusson, vilken är en kritisk berättelse om en profitsugen glassfabrikant och maktlösa fackföreningar. Skivan är en av titlarna i boken Tusen svenska klassiker (2009).

## Låtlista

### 1971 års utgåva

#### Sida A
1. "EEC!" - 3:25
2. "Det var en sådan dag" - 2:45
3. "Glassfabriken" - 5:10
4. "Ner med allt" - 4:20
5. "Östersjövalsen" - 3:40

#### Sida B
1. "Kalla kriget" - 8:25
2. "Uppå landet" - 2:30
3. "Var glad att du är liten" - 4:25
4. "Stampa takten" - 5:50

### 2002 års version
1. "EEC!" - 3:25
2. "Det var en sådan dag" - 2:45
3. "Glassfabriken" - 5:10
4. "Ner med allt" - 4:20
5. "Östersjövalsen" - 3:40
6. "Kalla kriget" - 8:25
7. "Uppå landet" - 2:30
8. "Var glad att du är liten" - 4:25
9. "Stampa takten" - 5:50
10. "Staten och kapitalet" (konsertversion – bonusspår) - 4:30
11. "Kan sparsamhet rädda proletariatet?" (konsertversion – bonusspår) - 2:15
12. "Kalla kriget" (konsertversion – bonusspår) - 8:28

## Medverkande musiker
- Carl Johan De Geer - trombon
- Kjell Westling - sträng- och blåsinstrument
- Leif Nylén - trummor
- Mats G Bengtsson - klaviatur
- Roland Keijser - saxofoner
- Tore Berger - sång, klarinett
- Torkel Rasmusson - sång, munspel
- Urban Yman - bas, fiol, sång

### Fotnoter
1. ↑  ”Glassfabriken”. Progg.se. Arkiverad från originalet den 18 augusti 2010. https://web.archive.org/web/20100818025715/http://www.progg.se/band.asp?ID=91&skiva=49. Läst 7 februari 2012.
2. ↑  Gradvall et al 2009, #312